# Mark van Bommel
Mark Peter Gertruda Andreas van Bommel (Maasbracht, 22 aprile 1977) è un allenatore di calcio ed ex calciatore olandese, di ruolo centrocampista.
Dal 2010 al 2012 è stato capitano della nazionale olandese, con la quale ha partecipato a due campionati mondiali e un campionato europeo.

## Biografia
È il genero di Bert van Marwijk, suo allenatore al Fortuna Sittard ed ex commissario tecnico della nazionale olandese, avendone sposato la figlia Andra nel 2001. La coppia ha tre figli: due maschi (Thomas e Ruben) e una femmina (Renee). Thomas è anche lui un centrocampista e milita nel Patro Eisden, club di seconda divisione belga mentre la gemella Renee è una tennista. Il minore dei figli Ruben, nato nel 2004 e più piccolo di due anni rispetto ai fratelli, gioca nel PSV.

## Caratteristiche
Giocatore dotato di un fisico possente, tatticamente molto duttile, poteva essere utilizzato come centrocampista difensivo, centrocampista centrale e all'occorrenza anche come centrocampista offensivo. Forte nei contrasti e abile nel recuperare palla, era dotato di buona precisione nei passaggi e nei lanci lunghi per gli attaccanti e possedeva un tiro potente, che gli consentiva di segnare dalla media e lunga distanza e, in particolare ai tempi del PSV, anche su punizione.

## Carriera

### Calciatore
Club

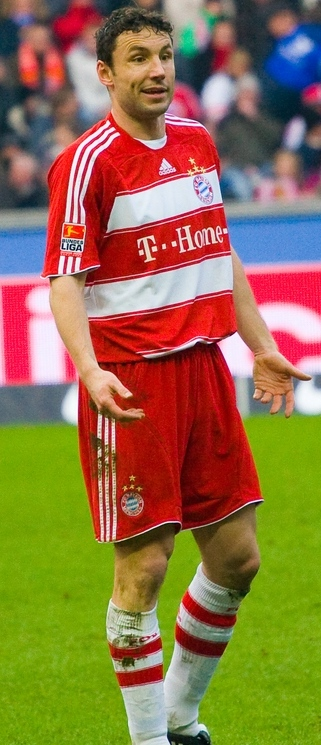
Van Bommel con la maglia del Bayern Monaco nel 2009

Van Bommel ha iniziato la carriera al RKVV Maasbracht, squadra dilettantistica della sua città natale, prima di firmare il suo primo contratto professionistico con il Fortuna Sittard nel 1992. Il 15 maggio 1993 ha esordito tra i professionisti contro il Cambuur, subentrando a Rafael Losada al 71' di gioco. Grazie all'esordio avvenuto all'età di 16 anni e 23 giorni, è diventato il terzo più giovane debuttante nella Eredivisie dopo Wim Kras (15 anni e 290 giorni) e Michel Mommertz (16 anni e 9 giorni).
Nella stagione seguente in Eerste Divisie Van Bommel ha trovato più spazio (13 presenze in campionato) e l'anno successivo è diventato titolare della squadra che ha vinto il campionato di seconda divisione olandese conquistando così la promozione in Eredivisie.
Nelle successive 4 stagioni con il Fortuna Sittard ha collezionato oltre 100 presenze in Eredivisie e ha raggiunto la qualificazione alla Coppa Intertoto 1998, dove ha esordito il 18 luglio 1998 contro il Vorskla, e la finale della Coppa d'Olanda 1998-1999, persa contro l'Ajax, che Van Bommel ha dovuto saltare per squalifica. Alla fine della stagione 1998-1999 ha vinto il riconoscimento come "Talento dell'anno del campionato olandese".
Nel 1999 è stato ingaggiato dal PSV, con cui ha esordito il 14 agosto 1999 conto l'MVV, segnando un gol. Durante la prima stagione a Eindhoven ha debuttato in Champions League il 23 agosto 1999 nel ritorno del terzo turno preliminare contro lo Zimbru Chișinău.
Il 10 maggio 2003 ha realizzato la prima quaterna in carriera nel 7-0 contro l'Excelsior e il 10 agosto dello stesso anno è stato autore del gol del 2-1 del PSV contro l'Utrecht (3-1 il risultato finale), che ha determinato la vittoria della Supercoppa d'Olanda 2003.
Nella stagione 2004-2005 con il PSV ha raggiunto la semifinale della Champions League, persa contro il Milan. Quell'annata è risultata la migliore dal punto di vista realizzativo per Van Bommel che è stato il secondo miglior marcatore stagionale della propria squadra con 19 reti (14 in campionato, 3 in Coppa d'Olanda e 2 in Champions League) dietro a Vennegoor of Hesselink (24).
Nelle 6 stagioni trascorse a Eindhoven ha vinto 4 campionati olandesi, 3 Supercoppe d'Olanda e una KNVB beker. Inoltre nel 2001 e nel 2005 è stato anche nominato "Calciatore olandese dell'anno".
Nel 2005, alla scadenza del contratto con il PSV, è stato acquistato a parametro zero dal Barcellona, fresco vincitore del campionato spagnolo; prima di trasferirsi in Spagna ha imparato lo spagnolo in un convento nei pressi di Eindhoven.
Con Frank Rijkaard alla guida del club catalano, il giocatore ha esordito in maglia blaugrana il 13 agosto 2005 nella gara di andata della Supercoppa di Spagna contro il Betis Siviglia, subentrando a Giuly al 70' di gioco. In totale nella stagione 2005-2006 ha disputato 24 partite nella Liga (di cui 17 da titolare) segnando due gol, 9 presenze in Champions League, 3 in Coppa del Re, segnando in entrambe le manifestazioni una rete, e una in Supercoppa di Spagna. Con la squadra catalana ha vinto il campionato, la Champions League (giocando titolare nella finale del 17 maggio 2006 contro l'Arsenal) e la Supercoppa di Spagna.
All'inizio della stagione seguente Van Bommel è stato convocato per la partita di ritorno della Supercoppa di Spagna vinta contro l'Espanyol ma non è stato schierato in campo e pochi giorni più tardi è stato ceduto ai tedeschi del Bayern Monaco.
Il 26 agosto 2006 il direttore generale del Bayern Monaco Uli Hoeneß ha annunciato il prossimo trasferimento di Van Bommel alla squadra tedesca, che è stato perfezionato due giorni dopo.
Ha esordito con la maglia della squadra bavarese il 9 settembre 2006 nella gara di Coppa di Germania contro il St. Pauli, vinta per 2-1 dopo i tempi supplementari. Il 16 settembre 2006 ha debuttato in Bundesliga in casa dell'Arminia Bielefeld (sconfitta per 2-1), realizzando dopo 6 minuti il primo gol con la maglia del Bayern Monaco.
Il 21 febbraio 2007 ha segnato la rete del definitivo 3-2 nella gara di andata degli ottavi di finale della Champions League 2006-2007 in casa del Real Madrid, festeggiata con un "gesto dell'ombrello" rivolto ai tifosi avversari. Per questo gesto è stato inizialmente squalificato per una giornata dalla UEFA e multato di 6.200 euro, oltre a essere stato obbligato a mettersi a disposizione della UEFA stessa per promuovere il fair play nel corso di una delle competizioni giovanili di quell'anno. Successivamente la giornata di squalifica è stata annullata, ma Van Bommel ha comunque saltato la gara di andata di quarti di finale contro il Milan per la squalifica a seguito dell'espulsione per doppia ammonizione subita nella vittoriosa gara di ritorno contro il Real Madrid.
Nell'aprile 2008 Van Bommel si è rotto il naso in uno scontro con Mladen Petrić durante la finale di Coppa di Germania 2007-2008 vinta contro il Borussia Dortmund, ma ha deciso di rimandare l'operazione a fine stagione disputando comunque le successive partite senza una maschera protettiva.
A partire dalla stagione 2008-2009 è diventato il capitano del Bayern Monaco. È stato così il primo giocatore non tedesco a essere eletto capitano della squadra bavarese.
Il 20 febbraio 2010, nella gara esterna contro il Norimberga, ha giocato la 100ª partita personale in Bundesliga. Nella stagione successiva i rapporti fra lui e l'allenatore Louis van Gaal hanno iniziato a deteriorarsi, da quando quest'ultimo ha incominciato a escludere dai titolari il centrocampista olandese per far spazio al giovane Toni Kroos e al neoacquisto Luiz Gustavo, prelevato dall'Hoffenheim nel gennaio 2011: così Van Bommel ha deciso di chiedere la risoluzione del contratto in essere con la società bavarese, che sarebbe scaduto nel giugno 2011.
Con il Bayern Monaco ha disputato in totale 187 partite nelle quali ha segnato 16 gol e ha vinto due volte il double Bundesliga-Coppa di Germania (nelle stagioni 2007-2008 e 2009-2010) e una Coppa di Lega nel 2007. Nella stagione 2009-2010 inoltre ha raggiunto la finale della Champions League, persa contro l'Inter.
Il 25 gennaio 2011 il Bayern Monaco ha annunciato la cessione a titolo gratuito del calciatore al Milan; a Milano sceglie di indossare la maglia numero 4 in onore dell'ex rossonero Demetrio Albertini, di cui Van Bommel era stato compagno di squadra ai tempi del Barcellona.
Ha disputato la sua prima partita con il Milan il 26 gennaio 2011 nella gara dei quarti di finale di Coppa Italia al Ferraris di Genova contro la Sampdoria (1-2). Tre giorni dopo, il 29 gennaio 2011, ha esordito in Serie A contro il Catania, partita vinta 2-0 dai rossoneri nella quale è stato espulso per doppia ammonizione al 54' di gioco. Il 7 maggio 2011 ha vinto lo scudetto con i rossoneri a due giornate dal termine del campionato grazie allo 0-0 contro la Roma.
Il 6 agosto 2011 ha vinto la Supercoppa italiana con il Milan battendo l'Inter a Pechino per 2-1.
Il 12 maggio 2012 ha annunciato l'addio al Milan per tornare a giocare in patria al PSV. In totale nell'anno e mezzo in rossonero ha disputato 50 partite senza mai riuscire a segnare.
Il 14 maggio 2012 Van Bommel torna dopo sette anni al PSV. Con la squadra di Eindhoven ha vinto subito la Supercoppa nazionale, ottenuta il 5 agosto seguente grazie alla vittoria per 4-2 contro l'Ajax. Il 23 agosto seguente ha segnato la sua prima rete da quando è tornato alla società olandese, in occasione della partita d'andata dei play-off di Europa League contro i montenegrini dello Zeta (5-0). Ha invece realizzato il suo primo gol in campionato il 2 settembre 2012 nel 5-1 contro l'AZ Alkmaar. In stagione, nella quale il PSV è arrivato al secondo posto in campionato alle spalle dell'Ajax e ha raggiunto la finale di Coppa d'Olanda, ha totalizzato 35 presenze e segnato 8 gol.
Il 12 maggio 2013 dopo l'ultima partita di Eredivisie 2012-2013 contro il Twente, nella quale è stato espulso per doppia ammonizione, ha annunciato il suo ritiro dal calcio giocato.
Nazionale

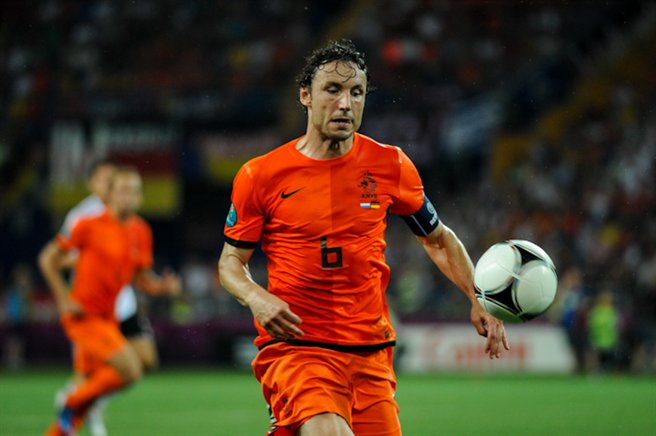
Van Bommel come capitano della nazionale olandese nel 2012

Van Bommel ha esordito nella nazionale olandese il 7 ottobre 2000 contro Cipro, partita conclusasi 4-0 per gli olandesi nella quale ha sostituito Paul Bosvelt al 76' di gioco.
Nel biennio 2002-2003 ha preso parte alle prime 7 partite delle qualificazioni all'Europeo 2004 ma non ha potuto disputare le seguenti né prendere parte alla fase finale in Portogallo a causa prima di un'operazione per guarire un'ernia inguinale e poi di un infortunio al tendine d'Achille.
Nal 2006 ha partecipato ai Mondiali in Germania, dove è sceso in campo in tutti gli incontri della sua squadra tranne nell'ultima giornata della fase a gironi contro l'Argentina, a qualificazione per gli ottavi già ottenuta.
Dopo alcune esclusioni decise da van Basten dopo il Mondiale, Van Bommel ha annunciato di non voler più rappresentare il suo paese fino a quando van Basten sarebbe stato il CT della nazionale olandese, rifiutando quindi la convocazione ricevuta per le gare contro Bulgaria e Albania, valide per le qualificazioni agli Europei 2008.
È tornato regolarmente a giocare in nazionale nel 2008, quando van Marwijk ha sostituito van Basten. Nel 2010 ha preso parte ai Mondiali in Sudafrica dove ha giocato tutte e 7 le partite dei Paesi Bassi, compresa la finale persa ai supplementari contro la Spagna.
Nel settembre 2010 è diventato il capitano della nazionale olandese a seguito del ritiro dal calcio del precedente capitano, Giovanni van Bronckhorst.
Dopo aver preso parte alle qualificazioni all'Europeo 2012, disputando 8 delle 10 partite degli Oranje, è stato convocato da van Marwijk per la fase finale in Polonia e Ucraina, dove Van Bommel ha giocato le prime due gare dei Paesi Bassi contro Danimarca (0-1) e Germania (1-2) mentre è stato escluso nella terza e ultima contro il Portogallo, che è stata persa per 2-1 decretando così l'eliminazione degli olandesi.
Il 20 giugno 2012, pochi giorni dopo l'eliminazione dall'Europeo 2012, Van Bommel ha ufficializzato il suo addio alla nazionale olandese per "lasciare spazio ai giovani di talento per risollevare la squadra in vista dei mondiali del 2014". In totale con la maglia oranje ha disputato 79 partite, di cui le ultime 16 come capitano, e ha segnato 10 gol.

### Allenatore
Il 7 gennaio 2014 entra nello staff dell’Olanda Under-17 nel ruolo di assistente del tecnico Maarten Stekelenburg.
Il 25 agosto 2015 viene chiamato da Bert van Marwijk come vice per la guida dell'Arabia Saudita. Il 24 aprile 2017 viene nominato, a partire dal successivo 1º luglio, allenatore della formazione Under-19 del PSV. Il 15 settembre non viene rinnovato il contratto di Bert van Marwijk e di tutto il suo staff, visto la richiesta della federazione Saudita che il CT risieda in Arabia Saudita; una richiesta che van Marwijk e il suo staff non accetta.
Il 24 gennaio 2018 viene chiamato da Bert van Marwijk come suo vice per la guida dell'Australia in vista del campionato del mondo del 2018.
Il 22 giugno seguente viene annunciato come nuovo allenatore del PSV in sostituzione di Philip Cocu. Al debutto, il 4 agosto, perde la Supercoppa dei Paesi Bassi ai tiri di rigore contro il Feyenoord. Proprio la squadra di Rotterdam, il 2 dicembre, fermerà la corsa del PSV battendolo per 2-1, dopo un inizio di 14 vittorie consecutive in campionato per la squadra di Eindhoven. Alla fine Van Bommel condurrà i suoi al secondo posto dietro l'Ajax con 83 punti, record per una seconda classificata nel campionato olandese di massima serie. Nella stessa stagione il PSV si piazza ultimo nel girone di Champions League ed esce al secondo turno di Coppa dei Paesi Bassi per mano dell'RKC Waalwijk.
La stagione successiva inizia con una sconfitta per 2-0 contro Ajax nella Supercoppa olandese. Tre giorni dopo, pur avendo vinto la gara d'andata, esce al secondo turno preliminare di Champions contro il Basilea. Con la sconfitta per 4-0 subita contro lo Sporting Lisbona il 28 novembre, il PSV è aritmeticamente terzo nel girone di Europa League dietro al LASK, mancando dunque, a un turno dalla fine, la qualificazione ai sedicesimi di finale. Il 15 dicembre è sconfitto per 3-1 dal Feyenoord e perde anche il terzo posto in classifica, venendo scavalcato dal Willem II. Il giorno seguente Van Bommel viene esonerato con la squadra al quarto posto, a 10 punti dalla vetta e con solo 2 partite vinte delle ultime 12 in tutte le competizioni.
In seguito diventa opinionista per la Champions su Sky Deutschland.
Il 2 giugno 2021 firma per il Wolfsburg. Dopo l'eliminazione a tavolino in Coppa di Germania per i sei cambi contro il Preußen Münster, squadra di Regionalliga West, i Lupi raccolgono quattro vittorie consecutive in campionato, seguite poi da una serie di otto partite senza successi (tre pareggi e cinque sconfitte). Di conseguenza il 24 ottobre, a seguito di quattro sconfitte consecutive subite in campionato e con la squadra al nono posto in classifica e ultima nel girone di Champions, viene sollevato dall'incarico.
Il 26 maggio 2022 firma un biennale con il club belga dell'Anversa con cui al primo anno vince la Coppa del Belgio e il campionato, i suoi primi trofei da allenatore. All’inizio della stagione seguente prolunga il proprio contratto con la società belga fino al 2025. Tuttavia in questa stagione non riesce a confermarsi - Supercoppa a parte vinta contro il Mechelen ai rigori - perdendo la finale di Coppa nazionale contro l'Union Saint Gilloise e arrivando solo sesto in campionato e ultimo nel girone di Champions League.

## Statistiche

### Presenze e reti nei club
| Stagione               | Squadra                | Campionato             | Campionato | Campionato | Coppe nazionali | Coppe nazionali | Coppe nazionali | Coppe continentali | Coppe continentali | Coppe continentali | Altre coppe | Altre coppe | Altre coppe | Totale | Totale |
| Stagione               | Squadra                | Comp                   | Pres       | Reti       | Comp            | Pres            | Reti            | Comp               | Pres               | Reti               | Comp        | Pres        | Reti        | Pres   | Reti   |
| ---------------------- | ---------------------- | ---------------------- | ---------- | ---------- | --------------- | --------------- | --------------- | ------------------ | ------------------ | ------------------ | ----------- | ----------- | ----------- | ------ | ------ |
| 1992-1993              | Fortuna Sittard        | ED                     | 1          | 0          | CO              | ?               | ?               | -                  | -                  | -                  | -           | -           | -           | 1+     | 0+     |
| 1993-1994              | Fortuna Sittard        | 1D                     | 13         | 0          | CO              | ?               | ?               | -                  | -                  | -                  | -           | -           | -           | 13+    | 0+     |
| 1994-1995              | Fortuna Sittard        | 1D                     | 31         | 7          | CO              | ?               | ?               | -                  | -                  | -                  | -           | -           | -           | 31+    | 7+     |
| 1995-1996              | Fortuna Sittard        | ED                     | 27         | 0          | CO              | ?               | ?               | -                  | -                  | -                  | -           | -           | -           | 27+    | 0+     |
| 1996-1997              | Fortuna Sittard        | ED                     | 19         | 0          | CO              | ?               | ?               | -                  | -                  | -                  | -           | -           | -           | 19+    | 0+     |
| 1997-1998              | Fortuna Sittard        | ED                     | 31         | 1          | CO              | ?               | ?               | -                  | -                  | -                  | -           | -           | -           | 31+    | 1+     |
| 1998-1999              | Fortuna Sittard        | ED                     | 31         | 5          | CO              | ?               | ?               | Int.               | 4                  | 0                  | -           | -           | -           | 35+    | 5+     |
| Totale Fortuna Sittard | Totale Fortuna Sittard | Totale Fortuna Sittard | 153        | 13         |                 | ?               | ?               |                    | 4                  | 0                  |             | -           | -           | 157+   | 13+    |
| 1999-2000              | PSV                    | ED                     | 33         | 6          | CO              | 1               | 0               | UCL                | 5                  | 0                  | -           | -           | -           | 39     | 6      |
| 2000-2001              | PSV                    | ED                     | 32         | 7          | CO              | 4               | 0               | UCL+CU             | 6+5                | 2+0                | SO          | 1           | 0           | 48     | 9      |
| 2001-2002              | PSV                    | ED                     | 23         | 4          | CO              | 3               | 0               | UCL+CU             | 2+5                | 0+2                | SO          | 1           | 0           | 34     | 6      |
| 2002-2003              | PSV                    | ED                     | 28         | 9          | CO              | 3               | 0               | UCL                | 5                  | 0                  | SO          | 1           | 0           | 37     | 9      |
| 2003-2004              | PSV                    | ED                     | 23         | 6          | CO              | 1               | 0               | UCL+CU             | 2+6                | 0+1                | SO          | 1           | 1           | 33     | 8      |
| 2004-2005              | PSV                    | ED                     | 30         | 14         | CO              | 4               | 3               | UCL                | 14                 | 2                  | -           | -           | -           | 48     | 19     |
| 2005-2006              | Barcellona             | PD                     | 24         | 2          | CR              | 4               | 1               | UCL                | 9                  | 1                  | SS          | 1           | 0           | 38     | 4      |
| 2006-2007              | Bayern Monaco          | BL                     | 29         | 6          | CG              | 3               | 1               | UCL                | 8                  | 1                  | -           | -           | -           | 40     | 8      |
| 2007-2008              | Bayern Monaco          | BL                     | 27         | 2          | CG              | 6               | 0               | CU                 | 13                 | 1                  | CdL         | 2           | 0           | 48     | 3      |
| 2008-2009              | Bayern Monaco          | BL                     | 29         | 2          | CG              | 3               | 0               | UCL                | 9                  | 1                  | -           | -           | -           | 41     | 3      |
| 2009-2010              | Bayern Monaco          | BL                     | 25         | 1          | CG              | 5               | 0               | UCL                | 10                 | 1                  | -           | -           | -           | 40     | 2      |
| 2010-gen. 2011         | Bayern Monaco          | BL                     | 13         | 0          | CG              | 2               | 0               | UCL                | 3                  | 0                  | SG          | 0           | 0           | 18     | 0      |
| Totale Bayern Monaco   | Totale Bayern Monaco   | Totale Bayern Monaco   | 123        | 11         |                 | 19              | 1               |                    | 43                 | 4                  |             | 2           | 0           | 187    | 16     |
| gen.-giu. 2011         | Milan                  | A                      | 14         | 0          | CI              | 2               | 0               | -                  | -                  | -                  | -           | -           | -           | 16     | 0      |
| 2011-2012              | Milan                  | A                      | 25         | 0          | CI              | 2               | 0               | UCL                | 6                  | 0                  | SI          | 1           | 0           | 34     | 0      |
| Totale Milan           | Totale Milan           | Totale Milan           | 39         | 0          |                 | 4               | 0               |                    | 6                  | 0                  |             | 1           | 0           | 50     | 0      |
| 2012-2013              | PSV                    | ED                     | 28         | 6          | CO              | 3               | 1               | UEL                | 3                  | 1                  | SO          | 1           | 0           | 35     | 8      |
| Totale PSV             | Totale PSV             | Totale PSV             | 197        | 52         |                 | 19              | 4               |                    | 53                 | 8                  |             | 5           | 1           | 274    | 65     |
| Totale carriera        | Totale carriera        | Totale carriera        | 536        | 78         |                 | 46+             | 6+              |                    | 115                | 13                 |             | 9           | 1           | 706+   | 98+    |

### Presenze e reti in nazionale
| Cronologia completa delle presenze e delle reti in nazionale ― Paesi Bassi | Cronologia completa delle presenze e delle reti in nazionale ― Paesi Bassi | Cronologia completa delle presenze e delle reti in nazionale ― Paesi Bassi | Cronologia completa delle presenze e delle reti in nazionale ― Paesi Bassi | Cronologia completa delle presenze e delle reti in nazionale ― Paesi Bassi | Cronologia completa delle presenze e delle reti in nazionale ― Paesi Bassi | Cronologia completa delle presenze e delle reti in nazionale ― Paesi Bassi | Cronologia completa delle presenze e delle reti in nazionale ― Paesi Bassi |
| Data                                                                       | Città                                                                      | In casa                                                                    | Risultato                                                                  | Ospiti                                                                     | Competizione                                                               | Reti                                                                       | Note                                                                       |
| -------------------------------------------------------------------------- | -------------------------------------------------------------------------- | -------------------------------------------------------------------------- | -------------------------------------------------------------------------- | -------------------------------------------------------------------------- | -------------------------------------------------------------------------- | -------------------------------------------------------------------------- | -------------------------------------------------------------------------- |
| 7-10-2000                                                                  | Nicosia                                                                    | Cipro                                                                      | 0 – 4                                                                      | Paesi Bassi                                                                | Qual. Mondiali 2002                                                        | -                                                                          |                                                                            |
| 11-10-2000                                                                 | Rotterdam                                                                  | Paesi Bassi                                                                | 0 – 2                                                                      | Portogallo                                                                 | Qual. Mondiali 2002                                                        | -                                                                          |                                                                            |
| 15-11-2000                                                                 | Siviglia                                                                   | Spagna                                                                     | 1 – 2                                                                      | Paesi Bassi                                                                | Amichevole                                                                 | -                                                                          |                                                                            |
| 28-2-2001                                                                  | Amsterdam                                                                  | Paesi Bassi                                                                | 0 – 0                                                                      | Turchia                                                                    | Amichevole                                                                 | -                                                                          |                                                                            |
| 24-3-2001                                                                  | Barcellona                                                                 | Andorra                                                                    | 0 – 5                                                                      | Paesi Bassi                                                                | Qual. Mondiali 2002                                                        | 1                                                                          |                                                                            |
| 28-3-2001                                                                  | Porto                                                                      | Portogallo                                                                 | 2 – 2                                                                      | Paesi Bassi                                                                | Qual. Mondiali 2002                                                        | -                                                                          |                                                                            |
| 25-4-2001                                                                  | Eindhoven                                                                  | Paesi Bassi                                                                | 4 – 0                                                                      | Cipro                                                                      | Qual. Mondiali 2002                                                        | -                                                                          |                                                                            |
| 15-8-2001                                                                  | Londra                                                                     | Inghilterra                                                                | 0 – 2                                                                      | Paesi Bassi                                                                | Amichevole                                                                 | 1                                                                          |                                                                            |
| 1-9-2001                                                                   | Dublino                                                                    | Irlanda                                                                    | 1 – 0                                                                      | Paesi Bassi                                                                | Qual. Mondiali 2002                                                        | -                                                                          |                                                                            |
| 5-9-2001                                                                   | Eindhoven                                                                  | Paesi Bassi                                                                | 5 – 0                                                                      | Estonia                                                                    | Qual. Mondiali 2002                                                        | 2                                                                          |                                                                            |
| 13-2-2002                                                                  | Amsterdam                                                                  | Paesi Bassi                                                                | 1 – 1                                                                      | Inghilterra                                                                | Amichevole                                                                 | -                                                                          |                                                                            |
| 27-3-2002                                                                  | Rotterdam                                                                  | Paesi Bassi                                                                | 1 – 0                                                                      | Spagna                                                                     | Amichevole                                                                 | -                                                                          |                                                                            |
| 21-8-2002                                                                  | Oslo                                                                       | Norvegia                                                                   | 0 – 1                                                                      | Paesi Bassi                                                                | Amichevole                                                                 | -                                                                          |                                                                            |
| 7-9-2002                                                                   | Eindhoven                                                                  | Paesi Bassi                                                                | 3 – 0                                                                      | Bielorussia                                                                | Qual. Euro 2004                                                            | -                                                                          |                                                                            |
| 16-10-2002                                                                 | Vienna                                                                     | Austria                                                                    | 0 – 3                                                                      | Paesi Bassi                                                                | Qual. Euro 2004                                                            | -                                                                          |                                                                            |
| 12-2-2003                                                                  | Amsterdam                                                                  | Paesi Bassi                                                                | 1 – 0                                                                      | Argentina                                                                  | Amichevole                                                                 | -                                                                          |                                                                            |
| 29-3-2003                                                                  | Rotterdam                                                                  | Paesi Bassi                                                                | 1 – 1                                                                      | Rep. Ceca                                                                  | Qual. Euro 2004                                                            | -                                                                          |                                                                            |
| 2-4-2003                                                                   | Tiraspol                                                                   | Moldavia                                                                   | 1 – 2                                                                      | Paesi Bassi                                                                | Qual. Euro 2004                                                            | 1                                                                          |                                                                            |
| 7-6-2003                                                                   | Minsk                                                                      | Bielorussia                                                                | 0 – 2                                                                      | Paesi Bassi                                                                | Qual. Euro 2004                                                            | -                                                                          |                                                                            |
| 20-8-2003                                                                  | Bruxelles                                                                  | Belgio                                                                     | 1 – 1                                                                      | Paesi Bassi                                                                | Amichevole                                                                 | -                                                                          |                                                                            |
| 6-9-2003                                                                   | Rotterdam                                                                  | Paesi Bassi                                                                | 3 – 1                                                                      | Austria                                                                    | Qual. Euro 2004                                                            | -                                                                          |                                                                            |
| 10-9-2003                                                                  | Praga                                                                      | Rep. Ceca                                                                  | 3 – 1                                                                      | Paesi Bassi                                                                | Qual. Euro 2004                                                            | -                                                                          |                                                                            |
| 18-2-2004                                                                  | Amsterdam                                                                  | Paesi Bassi                                                                | 1 – 0                                                                      | Stati Uniti                                                                | Amichevole                                                                 | -                                                                          |                                                                            |
| 31-3-2004                                                                  | Rotterdam                                                                  | Paesi Bassi                                                                | 0 – 0                                                                      | Francia                                                                    | Amichevole                                                                 | -                                                                          |                                                                            |
| 28-4-2004                                                                  | Eindhoven                                                                  | Paesi Bassi                                                                | 4 – 0                                                                      | Grecia                                                                     | Amichevole                                                                 | -                                                                          |                                                                            |
| 18-8-2004                                                                  | Stoccolma                                                                  | Svezia                                                                     | 2 – 2                                                                      | Paesi Bassi                                                                | Amichevole                                                                 | 1                                                                          |                                                                            |
| 3-9-2004                                                                   | Utrecht                                                                    | Paesi Bassi                                                                | 3 – 0                                                                      | Liechtenstein                                                              | Amichevole                                                                 | 1                                                                          |                                                                            |
| 8-9-2004                                                                   | Amsterdam                                                                  | Paesi Bassi                                                                | 2 – 0                                                                      | Rep. Ceca                                                                  | Qual. Mondiali 2006                                                        | -                                                                          |                                                                            |
| 9-10-2004                                                                  | Skopje                                                                     | Macedonia                                                                  | 2 – 2                                                                      | Paesi Bassi                                                                | Qual. Mondiali 2006                                                        | -                                                                          |                                                                            |
| 13-10-2004                                                                 | Amsterdam                                                                  | Paesi Bassi                                                                | 3 – 1                                                                      | Finlandia                                                                  | Qual. Mondiali 2006                                                        | -                                                                          |                                                                            |
| 9-2-2005                                                                   | Birmingham                                                                 | Inghilterra                                                                | 0 – 0                                                                      | Paesi Bassi                                                                | Amichevole                                                                 | -                                                                          |                                                                            |
| 26-3-2005                                                                  | Bucarest                                                                   | Romania                                                                    | 0 – 2                                                                      | Paesi Bassi                                                                | Qual. Mondiali 2006                                                        | -                                                                          |                                                                            |
| 30-3-2005                                                                  | Eindhoven                                                                  | Paesi Bassi                                                                | 2 – 0                                                                      | Armenia                                                                    | Qual. Mondiali 2006                                                        | -                                                                          |                                                                            |
| 4-6-2005                                                                   | Rotterdam                                                                  | Paesi Bassi                                                                | 2 – 0                                                                      | Romania                                                                    | Qual. Mondiali 2006                                                        | -                                                                          |                                                                            |
| 1-3-2006                                                                   | Amsterdam                                                                  | Paesi Bassi                                                                | 1 – 0                                                                      | Ecuador                                                                    | Amichevole                                                                 | -                                                                          |                                                                            |
| 27-5-2006                                                                  | Rotterdam                                                                  | Paesi Bassi                                                                | 1 – 0                                                                      | Camerun                                                                    | Amichevole                                                                 | -                                                                          |                                                                            |
| 4-6-2006                                                                   | Rotterdam                                                                  | Paesi Bassi                                                                | 1 – 1                                                                      | Australia                                                                  | Amichevole                                                                 | -                                                                          |                                                                            |
| 11-6-2006                                                                  | Lipsia                                                                     | Serbia e Montenegro                                                        | 0 – 1                                                                      | Paesi Bassi                                                                | Mondiali 2006 - 1º turno                                                   | -                                                                          |                                                                            |
| 15-6-2006                                                                  | Stoccarda                                                                  | Paesi Bassi                                                                | 2 – 1                                                                      | Costa d'Avorio                                                             | Mondiali 2006 - 1º turno                                                   | -                                                                          |                                                                            |
| 25-6-2006                                                                  | Norimberga                                                                 | Portogallo                                                                 | 1 – 0                                                                      | Paesi Bassi                                                                | Mondiali 2006 - Ottavi di finale                                           | -                                                                          |                                                                            |
| 20-8-2008                                                                  | Mosca                                                                      | Russia                                                                     | 1 – 1                                                                      | Paesi Bassi                                                                | Amichevole                                                                 | -                                                                          |                                                                            |
| 6-9-2008                                                                   | Eindhoven                                                                  | Paesi Bassi                                                                | 1 – 2                                                                      | Australia                                                                  | Amichevole                                                                 | -                                                                          |                                                                            |
| 10-9-2008                                                                  | Skopje                                                                     | Macedonia                                                                  | 1 – 2                                                                      | Paesi Bassi                                                                | Qual. Mondiali 2010                                                        | -                                                                          |                                                                            |
| 11-10-2008                                                                 | Rotterdam                                                                  | Paesi Bassi                                                                | 2 – 0                                                                      | Islanda                                                                    | Qual. Mondiali 2010                                                        | -                                                                          |                                                                            |
| 15-10-2008                                                                 | Oslo                                                                       | Norvegia                                                                   | 0 – 1                                                                      | Paesi Bassi                                                                | Qual. Mondiali 2010                                                        | 1                                                                          |                                                                            |
| 19-11-2008                                                                 | Amsterdam                                                                  | Paesi Bassi                                                                | 3 – 1                                                                      | Svezia                                                                     | Amichevole                                                                 | -                                                                          |                                                                            |
| 11-2-2009                                                                  | Radès                                                                      | Tunisia                                                                    | 1 – 1                                                                      | Paesi Bassi                                                                | Amichevole                                                                 | -                                                                          |                                                                            |
| 28-3-2009                                                                  | Amsterdam                                                                  | Paesi Bassi                                                                | 3 – 0                                                                      | Scozia                                                                     | Qual. Mondiali 2010                                                        | -                                                                          |                                                                            |
| 1-4-2009                                                                   | Amsterdam                                                                  | Paesi Bassi                                                                | 4 – 0                                                                      | Macedonia                                                                  | Qual. Mondiali 2010                                                        | -                                                                          |                                                                            |
| 6-6-2009                                                                   | Reykjavík                                                                  | Islanda                                                                    | 1 – 2                                                                      | Paesi Bassi                                                                | Qual. Mondiali 2010                                                        | 1                                                                          |                                                                            |
| 10-6-2009                                                                  | Rotterdam                                                                  | Paesi Bassi                                                                | 2 – 0                                                                      | Norvegia                                                                   | Qual. Mondiali 2010                                                        | -                                                                          |                                                                            |
| 14-11-2009                                                                 | Pescara                                                                    | Italia                                                                     | 0 – 0                                                                      | Paesi Bassi                                                                | Amichevole                                                                 | -                                                                          |                                                                            |
| 18-11-2009                                                                 | Heerenveen                                                                 | Paesi Bassi                                                                | 0 – 0                                                                      | Paraguay                                                                   | Amichevole                                                                 | -                                                                          |                                                                            |
| 3-3-2010                                                                   | Amsterdam                                                                  | Paesi Bassi                                                                | 2 – 1                                                                      | Stati Uniti                                                                | Amichevole                                                                 | -                                                                          |                                                                            |
| 1-6-2010                                                                   | Rotterdam                                                                  | Paesi Bassi                                                                | 4 – 1                                                                      | Ghana                                                                      | Amichevole                                                                 | -                                                                          |                                                                            |
| 5-6-2010                                                                   | Amsterdam                                                                  | Paesi Bassi                                                                | 6 – 1                                                                      | Ungheria                                                                   | Amichevole                                                                 | 1                                                                          |                                                                            |
| 14-6-2010                                                                  | Johannesburg                                                               | Paesi Bassi                                                                | 2 – 0                                                                      | Danimarca                                                                  | Mondiali 2010 - 1º turno                                                   | -                                                                          |                                                                            |
| 19-6-2010                                                                  | Durban                                                                     | Paesi Bassi                                                                | 1 – 0                                                                      | Giappone                                                                   | Mondiali 2010 - 1º turno                                                   | -                                                                          |                                                                            |
| 24-6-2010                                                                  | Città del Capo                                                             | Camerun                                                                    | 1 – 2                                                                      | Paesi Bassi                                                                | Mondiali 2010 - 1º turno                                                   | -                                                                          |                                                                            |
| 28-6-2010                                                                  | Durban                                                                     | Paesi Bassi                                                                | 2 – 1                                                                      | Slovacchia                                                                 | Mondiali 2010 - Ottavi di finale                                           | -                                                                          |                                                                            |
| 2-7-2010                                                                   | Port Elizabeth                                                             | Paesi Bassi                                                                | 2 – 1                                                                      | Brasile                                                                    | Mondiali 2010 - Quarti di finale                                           | -                                                                          |                                                                            |
| 6-7-2010                                                                   | Città del Capo                                                             | Uruguay                                                                    | 2 – 3                                                                      | Paesi Bassi                                                                | Mondiali 2010 - Semifinale                                                 | -                                                                          |                                                                            |
| 11-7-2010                                                                  | Johannesburg                                                               | Paesi Bassi                                                                | 0 – 1 dts                                                                  | Spagna                                                                     | Mondiali 2010 - Finale                                                     | -                                                                          | 2º posto                                                                   |
| 3-9-2010                                                                   | Serravalle                                                                 | San Marino                                                                 | 0 – 5                                                                      | Paesi Bassi                                                                | Qual. Euro 2012                                                            | -                                                                          | cap.                                                                       |
| 7-9-2010                                                                   | Rotterdam                                                                  | Paesi Bassi                                                                | 2 – 1                                                                      | Finlandia                                                                  | Qual. Euro 2012                                                            | -                                                                          | cap.                                                                       |
| 8-10-2010                                                                  | Chișinău                                                                   | Moldavia                                                                   | 0 – 1                                                                      | Paesi Bassi                                                                | Qual. Euro 2012                                                            | -                                                                          | cap.                                                                       |
| 12-10-2010                                                                 | Amsterdam                                                                  | Paesi Bassi                                                                | 4 – 1                                                                      | Svezia                                                                     | Qual. Euro 2012                                                            | -                                                                          | cap.                                                                       |
| 9-2-2011                                                                   | Eindhoven                                                                  | Paesi Bassi                                                                | 3 – 1                                                                      | Austria                                                                    | Amichevole                                                                 | -                                                                          | cap.                                                                       |
| 2-9-2011                                                                   | Eindhoven                                                                  | Paesi Bassi                                                                | 11 – 0                                                                     | San Marino                                                                 | Qual. Euro 2012                                                            | -                                                                          | cap.                                                                       |
| 6-9-2011                                                                   | Helsinki                                                                   | Finlandia                                                                  | 0 – 2                                                                      | Paesi Bassi                                                                | Qual. Euro 2012                                                            | -                                                                          | cap.                                                                       |
| 7-10-2011                                                                  | Rotterdam                                                                  | Paesi Bassi                                                                | 1 – 0                                                                      | Moldavia                                                                   | Qual. Euro 2012                                                            | -                                                                          | cap.                                                                       |
| 11-10-2011                                                                 | Solna                                                                      | Svezia                                                                     | 3 – 2                                                                      | Paesi Bassi                                                                | Qual. Euro 2012                                                            | -                                                                          | cap.                                                                       |
| 15-11-2011                                                                 | Amburgo                                                                    | Germania                                                                   | 3 – 0                                                                      | Paesi Bassi                                                                | Amichevole                                                                 | -                                                                          | cap.                                                                       |
| 29-2-2012                                                                  | Londra                                                                     | Inghilterra                                                                | 2 – 3                                                                      | Paesi Bassi                                                                | Amichevole                                                                 | -                                                                          | cap.                                                                       |
| 26-5-2012                                                                  | Amsterdam                                                                  | Paesi Bassi                                                                | 1 – 2                                                                      | Bulgaria                                                                   | Amichevole                                                                 | -                                                                          | cap.                                                                       |
| 30-5-2012                                                                  | Rotterdam                                                                  | Paesi Bassi                                                                | 2 – 0                                                                      | Slovacchia                                                                 | Amichevole                                                                 | -                                                                          | cap.                                                                       |
| 2-6-2012                                                                   | Amsterdam                                                                  | Paesi Bassi                                                                | 6 – 0                                                                      | Irlanda del Nord                                                           | Amichevole                                                                 | -                                                                          | cap.                                                                       |
| 9-6-2012                                                                   | Charkiv                                                                    | Paesi Bassi                                                                | 0 – 1                                                                      | Danimarca                                                                  | Euro 2012 - 1º turno                                                       | -                                                                          | cap.                                                                       |
| 13-6-2012                                                                  | Charkiv                                                                    | Paesi Bassi                                                                | 1 – 2                                                                      | Germania                                                                   | Euro 2012 - 1º turno                                                       | -                                                                          | cap.                                                                       |
| Totale                                                                     |                                                                            | Presenze (18º posto)                                                       | 79                                                                         |                                                                            | Reti                                                                       | 10                                                                         |                                                                            |

### Statistiche da allenatore
Statistiche aggiornate al 26 maggio 2024.
| Stagione        | Squadra         | Campionato      | Campionato | Campionato | Campionato | Campionato | Coppe nazionali | Coppe nazionali | Coppe nazionali | Coppe nazionali | Coppe nazionali | Coppe continentali | Coppe continentali | Coppe continentali | Coppe continentali | Coppe continentali | Altre coppe | Altre coppe | Altre coppe | Altre coppe | Altre coppe | Totale | Totale | Totale | Totale | % Vittorie | Piazzamento |
| Stagione        | Squadra         | Comp            | G          | V          | N          | P          | Comp            | G               | V               | N               | P               | Comp               | G                  | V                  | N                  | P                  | Comp        | G           | V           | N           | P           | G      | V      | N      | P      | %          | Piazzamento |
| --------------- | --------------- | --------------- | ---------- | ---------- | ---------- | ---------- | --------------- | --------------- | --------------- | --------------- | --------------- | ------------------ | ------------------ | ------------------ | ------------------ | ------------------ | ----------- | ----------- | ----------- | ----------- | ----------- | ------ | ------ | ------ | ------ | ---------- | ----------- |
| 2018-2019       | PSV             | ED              | 34         | 26         | 5          | 3          | CO              | 2               | 1               | 0               | 1               | UCL                | 8                  | 2                  | 2                  | 4                  | SO          | 1           | 0           | 1           | 0           | 45     | 29     | 8      | 8      | 64,44      | 2°          |
| 2019-gen. 2020  | PSV             | ED              | 17         | 9          | 4          | 4          | CO              | -               | -               | -               | -               | UCL+UEL            | 2+10               | 1+5                | 0+3                | 1+2                | SO          | 1           | 0           | 0           | 1           | 30     | 15     | 7      | 8      | 50,00      | Esonerato   |
| Totale PSV      | Totale PSV      | Totale PSV      | 51         | 35         | 9          | 7          |                 | 2               | 1               | 0               | 1               |                    | 20                 | 8                  | 5                  | 7                  |             | 2           | 0           | 1           | 1           | 75     | 44     | 15     | 16     | 58,67      |             |
| lug.-ott. 2021  | Wolfsburg       | BL              | 9          | 4          | 1          | 4          | CG              | 1               | 0               | 0               | 1               | UCL                | 3                  | 0                  | 2                  | 1                  | -           | -           | -           | -           | -           | 13     | 4      | 3      | 6      | 30,77      | Esonerato   |
| 2022-2023       | Anversa         | PL              | 34+6       | 22+3       | 6+2        | 6+1        | CB              | 6               | 5               | 0               | 1               | UECL               | 6                  | 3                  | 2                  | 1                  | -           | -           | -           | -           | -           | 52     | 33     | 10     | 9      | 63,46      | 1°          |
| 2023-2024       | Anversa         | PL              | 30+10      | 14+2       | 10+0       | 6+8        | CB              | 6               | 4               | 1               | 1               | UCL                | 8                  | 3                  | 0                  | 5                  | SB          | 1           | 0           | 1           | 0           | 55     | 23     | 12     | 20     | 41,82      | 6°          |
| Totale Anversa  | Totale Anversa  | Totale Anversa  | 64+16      | 36+5       | 16+2       | 12+9       |                 | 12              | 9               | 1               | 2               |                    | 14                 | 6                  | 2                  | 6                  |             | 1           | 0           | 1           | 0           | 107    | 56     | 22     | 29     | 52,34      |             |
| Totale carriera | Totale carriera | Totale carriera | 140        | 80         | 28         | 32         |                 | 15              | 10              | 1               | 4               |                    | 37                 | 14                 | 9                  | 14                 |             | 3           | 0           | 2           | 1           | 195    | 104    | 40     | 51     | 53,33      |             |

## Palmarès

### Giocatore

#### Club

##### Competizioni nazionali
- Campionato olandese: 4

PSV: 1999-2000, 2000-2001, 2002-2003, 2004-2005
- Supercoppa dei Paesi Bassi: 4

PSV: 2000, 2001, 2003, 2012
- Coppa dei Paesi Bassi: 1

PSV: 2004-2005
- Supercoppa di Spagna: 2

Barcellona: 2005, 2006
- Campionato spagnolo: 1

Barcellona: 2005-2006
- Coppa di Lega tedesca: 1

Bayern Monaco: 2007
- Campionato tedesco: 2

Bayern Monaco: 2007-2008, 2009-2010
- Coppa di Germania: 2

Bayern Monaco: 2007-2008, 2009-2010
- Supercoppa di Germania: 1

Bayern Monaco: 2010
- Campionato italiano: 1

Milan: 2010-2011
- Supercoppa italiana: 1

Milan: 2011

##### Competizioni internazionali
- UEFA Champions League: 1

Barcellona: 2005-2006

#### Individuale
- Miglior talento dell'anno in Eredivisie: 1

1998-1999
- Calciatore olandese dell'anno: 1

2004-2005
- Gouden Schoen: 1

2005

### Allenatore
- Coppa del Belgio: 1

Anversa: 2022-2023
- Campionato belga: 1

Anversa: 2022-2023
- Supercoppa del Belgio: 1

Anversa: 2023